# 1862
- Wikisource

| Calendário gregoriano                                                        | 1862 MDCCCLXII                      |
| Ab urbe condita                                                              | 2615                                |
| Calendário arménio                                                           | 1311 – 1312                         |
| Calendário bahá'í                                                            | 18 – 19                             |
| Calendário budista                                                           | 2406                                |
| Calendário chinês                                                            | 4558 – 4559 Início a 30 de janeiro  |
| Calendário copta                                                             | 1578 – 1579                         |
| Calendário etíope                                                            | 1854 – 1855                         |
| Calendários hindus - Vikram Samvat - Calendário nacional indiano - Cáli Iuga | 1917 – 1918 1783 – 1784 4962 – 4963 |
| Calendário Holoceno                                                          | 11862                               |
| Calendário islâmico                                                          | 1279 – 1280                         |
| Calendário judaico                                                           | 5622 – 5623                         |
| Calendário persa                                                             | 1240 – 1241 Início a 21 de março    |
| Calendário rúnico                                                            | 2112                                |
| Calendário solar tailandês                                                   | 2405                                |

1862 (MDCCCLXII, na numeração romana) foi um ano comum do século XIX do actual Calendário Gregoriano, da Era de Cristo, e a sua letra dominical foi E (52 semanas), teve início a uma quarta-feira e terminou também a uma quarta-feira.
| Ano completo                        |
| ----------------------------------- |
| Ano comum com início à quarta-feira |

## Eventos

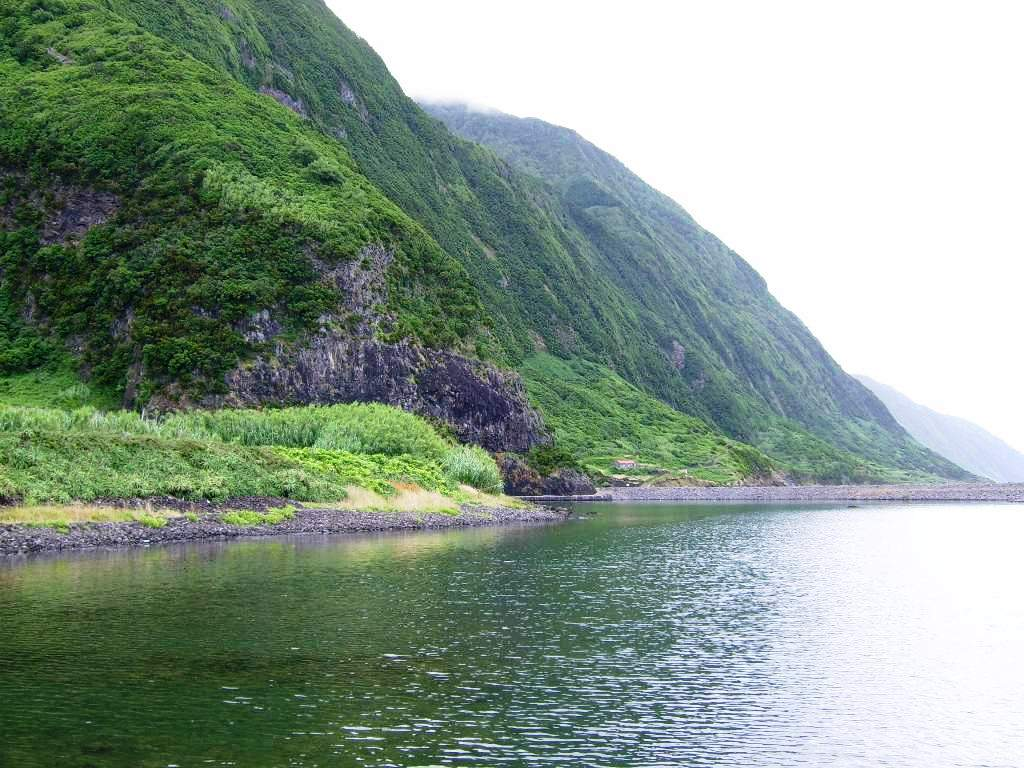
Lagoa da Caldeira de Santo Cristo, ilha de São Jorge, Açores.

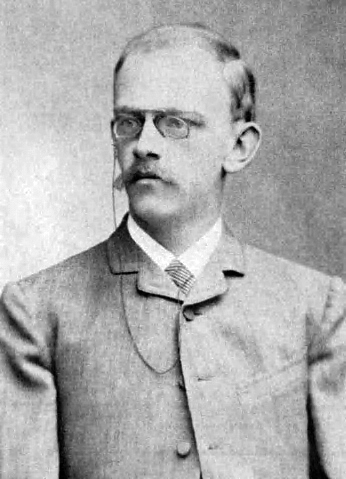
David Hilbert, matemático Alemão.

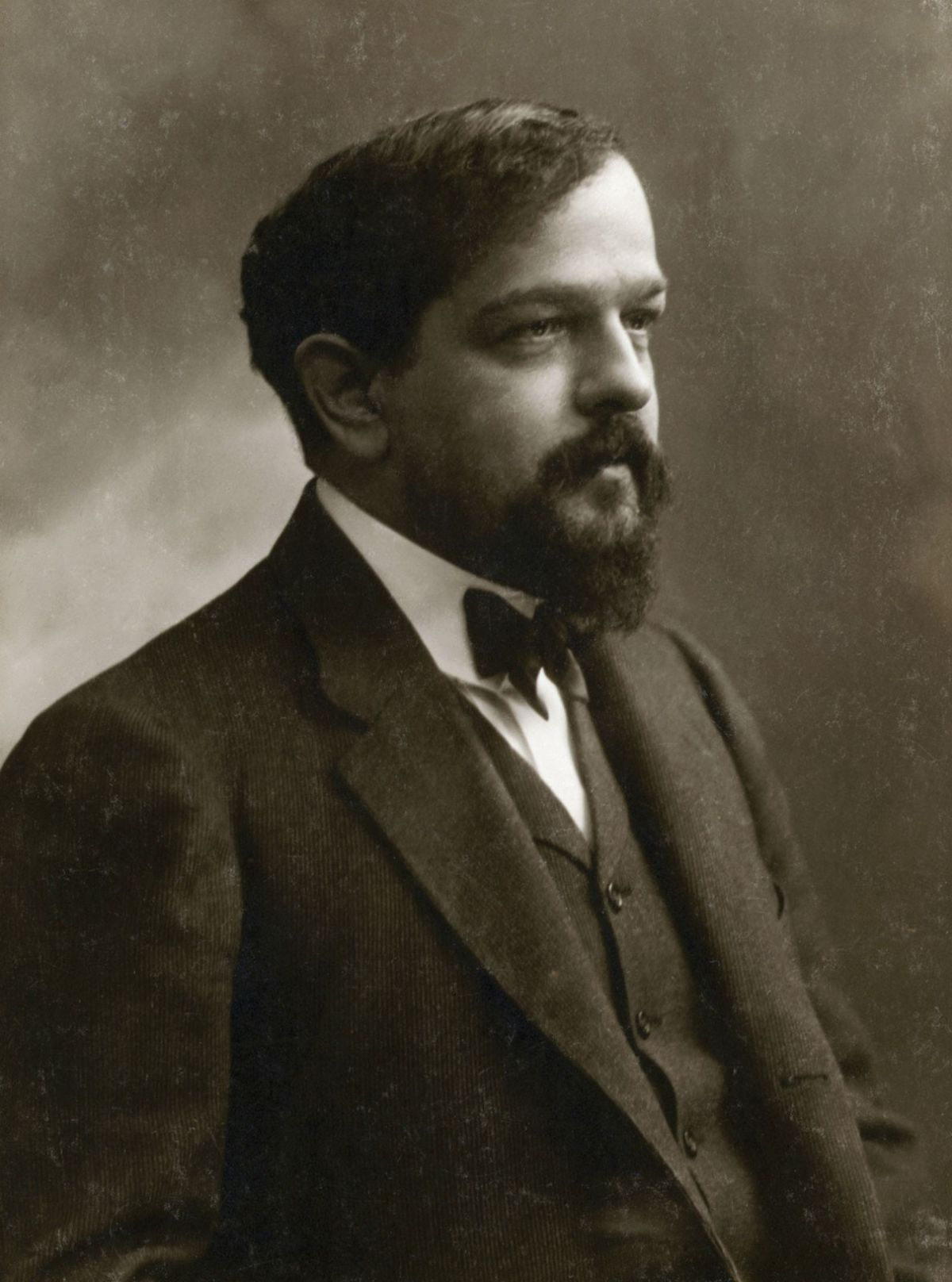
Claude-Achille Debussy, músico e compositor francês.

- Início dos trabalhos de construção do futuro Porto de Ponta Delgada, ilha de São Miguel, Açores, apesar da 1ª pedra ter sido lançada no ano anterior.
- No final da Guerra Civil Portuguesa (1828-1834), o sistema defensivo da ilha Terceira como um todo é relegado para segundo plano, embora a relação do Barão de Basto, dê nesta data o Forte de São Sebastião em bom estado de conservação.
- É aclamado na cidade de Angra o Rei D. Luís I de Portugal, havendo ruidosas festas.
- Graças à atuação do Dr. José Pereira da Cunha da Silveira e Sousa, o mesmo que fundara a Ermida de São José do lugar do Toledo, foi criado um curato com a respectiva côngrua para um padre no lugar dos Biscoitos.[1]
- Publicação do Livro Les Misérables, de Victor Hugo.

### Janeiro
- 1 de janeiro - O bispo de Angra, D. frei Estêvão de Jesus Maria, por provisão de 24 de Dezembro de 1861, promoveu a elevação da Serreta a freguesia, concelho de Angra.
- 28 de janeiro - Fundação no Recife do Instituto Arqueológico, Histórico e Geográfico Pernambucano.

### Fevereiro
- 16 de fevereiro - Guerra Civil Americana: O general confederado Buckner rende-se.

### Março
- 10 de março - A primeira nota em papel-moeda é emitida pelo governo dos Estados Unidos.

### Maio
- 10 de maio - Naufrágio da escuna inglesa "Claud", comandada pelo Capitão William, nos mares dos Açores.

### Julho
- 1 de julho - Fundação da Biblioteca do Estado Russo como a Biblioteca do Museu Público de Moscou.

### Agosto
- 15 de agosto - Fundação do Município de Araras, localizada em São Paulo.

### Setembro
- Fortes tremores de terra assolam a ilha do Faial, Açores. A crise sísmica termina no mês de Outubro.
- 22 de setembro - Promulgada a abolição da escravatura pelo presidente dos Estados Unidos, Abraham Lincoln.

### Outubro
- 12 de outubro - Casamento em Lisboa de D. Luís I com Dona Maria Pia de Saboia.

### Novembro
- 7 de novembro - Inauguração da Linha Férrea do Leste, actual Linha da Beira Baixa.
- 28 de novembro - Fundado o primeiro clube de futebol do mundo, o Notts County, na cidade de Nottingham.

### Dezembro
- dezembro - Surge em algumas zonas costeiras da ilha do Faial, Açores, fosforescência no mar que em conjunto com o registo visual de uma aurora boreal causou pânico generalizado na ilha

## Nascimentos
- 9 de janeiro - Ernesto Bozzano, pesquisador espírita italiano. (m. 1943)
- 23 de janeiro - David Hilbert, matemático alemão (m. 1943)
- 6 de abril - Sudre Dartiguenave, presidente do Haiti de 1915 a 1922 (m. 1926).
- 11 de abril - Emílio Ribas, importante médico brasileiro (m. 1925)
- 18 de maio - João do Canto e Castro, presidente de Portugal. (m. 1934)
- 27 de maio - Manuel Teixeira Gomes, político, diplomata e escritor português. (m.1941).
- 14 de julho - Gustav Klimt, pintor simbolista austríaco. (m. 1918)
- 5 de agosto - Joseph Merrick, homem com Síndrome de Proteus,mais conhecido como "homem-elefante". (m. 1890)
- 22 de agosto - Claude-Achille Debussy, compositor francês. (m. 1918)
- 19 de outubro - Auguste Lumière, um dos irmãos Lumière. (m. 1954)
- 24 de setembro - Julia Lopes de Almeida, escritora e abolicionista brasileira (m. 1934)
- 28 de dezembro - Saturnino Arouck, militar brasileiro. (m. 1915)
- Richard Cyril Byrne Hacking, general inglês que combateu na Primeira guerra mundial. (m. 1945)

## Mortes
- 18 de janeiro - John Tyler, décimo presidente dos Estados Unidos (n. 1790)
- 6 de maio - Henry David Thoreau, filósofo americano (n. 1817)
- 29 de dezembro - François Nicholas Madeleine Morlot, cardeal francês (n. 1795)

## Por tema
- 1862 no Brasil
- 1862 na ciência
- 1862 no desporto
- 1862 na literatura
- 1862 na música